# Classica di San Sebastián 2007
La Classica di San Sebastián 2007, ventisettesima edizione della corsa e valevole come prova del circuito UCI ProTour 2007, si svolse il 4 agosto 2007, per un percorso totale di 225 km. Fu vinta dall'italiano Leonardo Bertagnolli, al traguardo con il tempo di 5h12'42" alla media di 43,186 km/h.
Al traguardo 117 ciclisti portarono a termine il percorso.

## Squadre partecipanti
| N.      | Cod. | Squadra               |
| ------- | ---- | --------------------- |
| 1-8     | BTL  | Bouygues Télécom      |
| 11-18   | CSC  | Team CSC              |
| 21-28   | LIQ  | Liquigas              |
| 31-38   | SDV  | Saunier Duval-Prodir  |
| 41-48   | A2R  | AG2R Prévoyance       |
| 61-68   | GCE  | Caisse d'Epargne      |
| 71-78   | DSC  | Discovery Channel     |
| 81-88   | RAB  | Rabobank              |
| 91-98   | TMO  | T-Mobile Team         |
| 101-108 | QSI  | Quick Step-Innergetic |
| 111-118 | PRL  | Predictor-Lotto       |

| N.      | Cod. | Squadra                |
| ------- | ---- | ---------------------- |
| 121-128 | LAM  | Lampre-Fondital        |
| 131-138 | C.A  | Crédit Agricole        |
| 141-148 | GST  | Gerolsteiner           |
| 151-158 | COF  | Cofidis                |
| 161-168 | EUS  | Euskaltel-Euskadi      |
| 171-178 | FDJ  | Française des Jeux     |
| 181-188 | UNI  | Unibet.com             |
| 191-198 | MRM  | Team Milram            |
| 201-208 | REG  | Relax-GAM              |
| 211-218 | KGZ  | Karpin Galicia         |
| 221-228 | FTV  | Fuerteventura-Canarias |

## Ordine d'arrivo (Top 10)
| Pos. | Corridore            | Squadra       | Tempo    |
| ---- | -------------------- | ------------- | -------- |
| DSQ  | Leonardo Bertagnolli | Liquigas      | 5h12'42" |
| 2    | Juan Manuel Gárate   | Quick Step    | s.t.     |
| 3    | Alejandro Valverde   | C. d'Epargne  | a 18"    |
| 4    | Alessandro Ballan    | Lampre        | s.t.     |
| 5    | Carlos Barredo       | Quick Step    | s.t.     |
| 6    | Mikel Astarloza      | Euskaltel     | s.t.     |
| 7    | Carlos Sastre        | Team CSC      | s.t.     |
| 8    | Iñigo Landaluze      | Euskaltel     | a 28"    |
| 9    | Xavier Florencio     | Bouygues Tél. | s.t.     |
| 10   | Giovanni Visconti    | Quick Step    | a 37"    |